# 스리니바사 바라단
사타망갈람 랑가 아이옝가르 스리니바사 바라단(타밀어: சாத்தமங்கலம் ரங்க ஐயங்கார் ஸ்ரீனிவாச வரதன் IPA: [saːt̪ːamaŋɡal̪am ɾ̪aŋɡa aɪ̯jaŋɡaːɾ̪ sriːniʋaːsa ʋaɾ̪aðan], 영어: Sathamangalam Ranga Iyengar Srinivasa Varadhan, 1940년 ~ )은 미국에 거주하는 인도계 수학자이다. 확률론에 기여하였고, 특히 매우 큰 편차에 대한 이론을 개발하였다. 아벨상을 수상하였다.

## 생애
1940년 첸나이에서 태어났다. 1959년에 마드라스 대학교에서 학사 학위를 받고, 콜카타의 인도 통계학 연구소(Indian Statistical Institute)에서 1963년에 박사 학위를 수여받았다. 이후 쿠란트 수학연구소에서 박사후 과정을 밟고, 현재 쿠란트 수학연구소 교수로 있다.
바라단의 아내 바선드라 바라단(타밀어: வசுந்தரா வரதன், 영어: Vasundra Varadhan)은 뉴욕 대학교의 대중 매체학 교수이다. 두 아들을 두었는데, 그 중 한 명은 9·11 테러 때 살해되었다.
2007년에 아벨상을 수상하였다.

## 학력
- 1955년~1959년: 마드라스 대학교 (학사)
- 1959년~1963년: 인도 통계학 연구소 (박사)

## 참고 문헌
- “1996 Steele prizes” (PDF). 《Notices of the American Mathematical Society》 (영어) 43 (11): 1340–1437. 1996년 11월.